# Mistrzowie Wimbledonu w grze podwójnej
Lista meczów finałowych Wimbledonu w grze podwójnej mężczyzn.

## Mecze finałowe (1884–2024)
| Rok  | Mistrzowie                                       | Finaliści                                        | Wynik                                            |
| 2024 | Harri Heliövaara Henry Patten                    | Max Purcell Jordan Thompson                      | 6:7(7), 7:6(8), 7:6(9)                           |
| 2023 | Wesley Koolhof Neal Skupski                      | Marcel Granollers Horacio Zeballos               | 6:4, 6:4                                         |
| 2022 | Matthew Ebden Max Purcell                        | Nikola Mektić Mate Pavić                         | 7:6(5), 6:7(3), 4:6, 6:4, 7:6(10–2)              |
| 2021 | Nikola Mektić Mate Pavić                         | Marcel Granollers Horacio Zeballos               | 6:4, 7:6(5), 2:6, 7:5                            |
| 2020 | turniej nie odbył się z powodu pandemii COVID-19 | turniej nie odbył się z powodu pandemii COVID-19 | turniej nie odbył się z powodu pandemii COVID-19 |
| 2019 | Juan Sebastián Cabal Robert Farah                | Nicolas Mahut Édouard Roger-Vasselin             | 6:7(5), 7:6(5), 7:6(6), 6:7(5), 6:3              |
| 2018 | Mike Bryan Jack Sock                             | Raven Klaasen Michael Venus                      | 6:3, 6:7(7), 6:3, 5:7, 7:5                       |
| 2017 | Łukasz Kubot Marcelo Melo                        | Oliver Marach Mate Pavić                         | 5:7, 7:5, 7:6(2), 3:6, 13:11                     |
| 2016 | Pierre-Hugues Herbert Nicolas Mahut              | Julien Benneteau Édouard Roger-Vasselin          | 6:4, 7:6(1), 6:3                                 |
| 2015 | Jean-Julien Rojer Horia Tecău                    | Jamie Murray John Peers                          | 7:6(5), 6:4, 6:4                                 |
| 2014 | Vasek Pospisil Jack Sock                         | Bob Bryan Mike Bryan                             | 7:6(5), 6:7(3), 6:4, 3:6, 7:5                    |
| 2013 | Bob Bryan Mike Bryan                             | Ivan Dodig Marcelo Melo                          | 3:6, 6:3, 6:4, 6:4                               |
| 2012 | Jonathan Marray Frederik Nielsen                 | Robert Lindstedt Horia Tecău                     | 4:6, 6:4, 7:6(5), 6:7(5), 6:3                    |
| 2011 | Bob Bryan Mike Bryan                             | Robert Lindstedt Horia Tecău                     | 6:3, 6:4, 7:6(2)                                 |
| 2010 | Jürgen Melzer Philipp Petzschner                 | Robert Lindstedt Horia Tecău                     | 6:1, 7:5, 7:5                                    |
| 2009 | Daniel Nestor Nenad Zimonjić                     | Bob Bryan Mike Bryan                             | 7:6(7), 6:7(3), 7:6(3), 6:3                      |
| 2008 | Daniel Nestor Nenad Zimonjić                     | Jonas Björkman Kevin Ullyett                     | 7:6(12), 6:7(3), 6:3, 6:3                        |
| 2007 | Arnaud Clément Michaël Llodra                    | Bob Bryan Mike Bryan                             | 7:6(5), 6:4, 6:4, 6:4                            |
| 2006 | Bob Bryan Mike Bryan                             | Fabrice Santoro Nenad Zimonjić                   | 6:3, 4:6, 6:4, 6:2                               |
| 2005 | Stephen Huss Wesley Moodie                       | Bob Bryan Mike Bryan                             | 7:6(4), 6:3, 6:7(2), 6:3                         |
| 2004 | Todd Woodbridge Jonas Björkman                   | Julian Knowle Nenad Zimonjić                     | 6:1, 6:4, 4:6, 6:4                               |
| 2003 | Todd Woodbridge Jonas Björkman                   | Mahesh Bhupathi Maks Mirny                       | 3:6, 6:3, 7:6(4), 6:3                            |
| 2002 | Todd Woodbridge Jonas Björkman                   | Mark Knowles Daniel Nestor                       | 6:1, 6:2, 6:7(7), 7:5                            |
| 2001 | Don Johnson Jared Palmer                         | Jiří Novák David Rikl                            | 6:4, 4:6, 6:3, 7:6(6)                            |
| 2000 | Todd Woodbridge Mark Woodforde                   | Paul Haarhuis Sandon Stolle                      | 6:3, 6:4, 6:1                                    |
| 1999 | Mahesh Bhupathi Leander Paes                     | Paul Haarhuis Jared Palmer                       | 6:7(10), 6:3, 6:4, 7:6(4)                        |
| 1998 | Jacco Eltingh Paul Haarhuis                      | Todd Woodbridge Mark Woodforde                   | 2:6, 6:4, 7:6(3), 5:7, 10:8                      |
| 1997 | Todd Woodbridge Mark Woodforde                   | Jacco Eltingh Paul Haarhuis                      | 7:6(4), 7:6(7), 5:7, 6:3                         |
| 1996 | Todd Woodbridge Mark Woodforde                   | Byron Black Grant Connell                        | 4:6, 6:1, 6:3, 6:2                               |
| 1995 | Todd Woodbridge Mark Woodforde                   | Rick Leach Scott Melville                        | 7:5, 7:6(8), 7:6(5)                              |
| 1994 | Todd Woodbridge Mark Woodforde                   | Grant Connell Patrick Galbraith                  | 7:6(3), 6:3, 6:1                                 |
| 1993 | Todd Woodbridge Mark Woodforde                   | Grant Connell Patrick Galbraith                  | 7:5, 6:3, 7:6(4)                                 |
| 1992 | John McEnroe Michael Stich                       | Jaymon Grabb Richey Reneberg                     | 5:7, 7:6(5), 3:6, 7:6(5), 19:17                  |
| 1991 | Anders Järryd John Fitzgerald                    | Javier Frana Leonardo Lavalle                    | 6:3, 6:4, 6:7(7), 6:1                            |
| 1990 | Rick Leach Jim Pugh                              | Pieter Aldrich Danie Visser                      | 7:6(5), 7:6(4), 7:6(5)                           |
| 1989 | Anders Järryd John Fitzgerald                    | Rick Leach Jim Pugh                              | 3:6, 7:6(4), 6:4, 7:6(4)                         |
| 1988 | Ken Flach Robert Seguso                          | Anders Järryd John Fitzgerald                    | 6:4, 2:6, 6:4, 7:6(3)                            |
| 1987 | Ken Flach Robert Seguso                          | Sergio Casal Emilio Sánchez                      | 3:6, 6:7(6), 7:6(3), 6:1, 6:4                    |
| 1986 | Mats Wilander Joakim Nyström                     | Gary Donnelly Peter Fleming                      | 7:6(4), 6:3, 6:3                                 |
| 1985 | Heinz Günthardt Balázs Taróczy                   | Pat Cash John Fitzgerald                         | 6:4, 6:3, 4:6, 6:3                               |
| 1984 | John McEnroe Peter Fleming                       | Pat Cash Paul McNamee                            | 6:2, 5:7, 6:2, 3:6, 6:3                          |
| 1983 | John McEnroe Peter Fleming                       | Tim Gullikson Tom Gullikson                      | 6:4, 6:3, 6:4                                    |
| 1982 | Peter McNamara Paul McNamee                      | John McEnroe Peter Fleming                       | 6:3, 6:2                                         |
| 1981 | John McEnroe Peter Fleming                       | Bob Lutz Stan Smith                              | 6:4, 6:4, 6:4                                    |
| 1980 | Peter McNamara Paul McNamee                      | Bob Lutz Stan Smith                              | 7:6(5), 6:3, 6:7(4), 6:4                         |
| 1979 | John McEnroe Peter Fleming                       | Brian Gottfried Raúl Ramírez                     | 4:6, 6:4, 6:2, 6:2                               |
| 1978 | Bob Hewitt Frew McMillan                         | John McEnroe Peter Fleming                       | 6:1, 6:4, 6:2                                    |
| 1977 | Geoff Masters Ross Case                          | John Alexander Phil Dent                         | 6:3, 6:4, 3:6, 8:9(4), 6:4                       |
| 1976 | Brian Gottfried Raúl Ramírez                     | Ross Case Geoff Masters                          | 3:6, 6:3, 8:6, 2:6, 7:5                          |
| 1975 | Vitas Gerulaitis Sandy Mayer                     | Colin Dowdeswell Allan Stone                     | 7:5, 8:6, 6:4                                    |
| 1974 | John Newcombe Tony Roche                         | Bob Lutz Stan Smith                              | 8:6, 6:4, 6:4                                    |
| 1973 | Jimmy Connors Ilie Năstase                       | John Cooper Neale Fraser                         | 3:6, 6:3, 6:4, 8:9(3), 6:1                       |
| 1972 | Bob Hewitt Frew McMillan                         | Stan Smith Erik van Dillen                       | 6:2, 6:2, 9:7                                    |
| 1971 | Roy Emerson Rod Laver                            | Arthur Ashe Dennis Ralston                       | 4:6, 9:7, 6:8, 6:4, 6:4                          |
| 1970 | John Newcombe Tony Roche                         | Ken Rosewall Fred Stolle                         | 10:8, 6:3, 6:1                                   |
| 1969 | John Newcombe Tony Roche                         | Tom Okker Marty Riessen                          | 7:5, 11:9, 6:3                                   |
| 1968 | John Newcombe Tony Roche                         | Ken Rosewall Fred Stolle                         | 3:6, 8:6, 5:7, 14:12, 6:3                        |
| 1967 | Bob Hewitt Frew McMillan                         | Roy Emerson Ken Fletcher                         | 6:2, 6:3, 6:4                                    |
| 1966 | Ken Fletcher John Newcombe                       | William Bowrey Owen Davidson                     | 6:3, 6:4, 3:6, 6:3                               |
| 1965 | John Newcombe Tony Roche                         | Ken Fletcher Bob Hewitt                          | 7:5, 6:3, 6:4                                    |
| 1964 | Bob Hewitt Fred Stolle                           | Roy Emerson Ken Fletcher                         | 7:5, 11:9, 6:4                                   |
| 1963 | Rafael Osuna Antonio Palafox                     | Jean-Claude Barclay Pierre Darmon                | 4:6, 6:2, 6:2, 6:2                               |
| 1962 | Bob Hewitt Fred Stolle                           | Boro Jovanović Nikola Pilić                      | 6:2, 5:7, 6:2, 6:4                               |
| 1961 | Roy Emerson Neale Fraser                         | Bob Hewitt Fred Stolle                           | 6:4, 6:8, 6:4, 6:8, 8:6                          |
| 1960 | Rafael Osuna Dennis Ralston                      | Mike Davies Bobby Wilson                         | 7:5, 6:3, 10:8                                   |
| 1959 | Roy Emerson Neale Fraser                         | Rod Laver Bob Mark                               | 8:6, 6:3, 14:16, 9:7                             |
| 1958 | Sven Davidson Ulf Schmidt                        | Ashley Cooper Neale Fraser                       | 6:4, 6:4, 8:6                                    |
| 1957 | Budge Patty Gardnar Mulloy                       | Neale Fraser Lew Hoad                            | 8:10, 6:4, 6:4, 6:4                              |
| 1956 | Lew Hoad Ken Rosewall                            | Nicola Pietrangeli Orlando Sirola                | 7:5, 6:2, 6:1                                    |
| 1955 | Rex Hartwig Lew Hoad                             | Neale Fraser Ken Rosewall                        | 7:5, 6:4, 6:3                                    |
| 1954 | Rex Hartwig Mervyn Rose                          | Vic Seixas Tony Trabert                          | 6:4, 6:4, 3:6, 6:4                               |
| 1953 | Lew Hoad Ken Rosewall                            | Rex Hartwig Mervyn Rose                          | 6:4, 7:5, 4:6, 7:5                               |
| 1952 | Ken McGregor Frank Sedgman                       | Vic Seixas Eric Sturgess                         | 6:3, 7:5, 6:4                                    |
| 1951 | Ken McGregor Frank Sedgman                       | Jaroslav Drobný Eric Sturgess                    | 3:6, 6:2, 6:3, 3:6, 6:3                          |
| 1950 | John Bromwich Adrian Quist                       | Geoff Brown Bill Sidwell                         | 7:5, 3:6, 6:3, 3:6, 6:2                          |
| 1949 | Pancho González Frank Parker                     | Gardnar Mulloy Ted Schroeder                     | 6:4, 6:4, 6:2                                    |
| 1948 | John Bromwich Frank Sedgman                      | Tom Brown Gardnar Mulloy                         | 5:7, 7:5, 7:5, 9:7                               |
| 1947 | Bob Falkenburg Jack Kramer                       | Tony Mottram Bill Sidwell                        | 8:6, 6:3, 6:3                                    |
| 1946 | Tom Brown Jack Kramer                            | Geoff Brown Dinny Pails                          | 6:4, 6:4, 6:2                                    |
| 1945 | przerwa wojenna: II wojna światowa               | przerwa wojenna: II wojna światowa               | przerwa wojenna: II wojna światowa               |
| 1944 | przerwa wojenna: II wojna światowa               | przerwa wojenna: II wojna światowa               | przerwa wojenna: II wojna światowa               |
| 1943 | przerwa wojenna: II wojna światowa               | przerwa wojenna: II wojna światowa               | przerwa wojenna: II wojna światowa               |
| 1942 | przerwa wojenna: II wojna światowa               | przerwa wojenna: II wojna światowa               | przerwa wojenna: II wojna światowa               |
| 1941 | przerwa wojenna: II wojna światowa               | przerwa wojenna: II wojna światowa               | przerwa wojenna: II wojna światowa               |
| 1940 | przerwa wojenna: II wojna światowa               | przerwa wojenna: II wojna światowa               | przerwa wojenna: II wojna światowa               |
| 1939 | Elwood Cooke Bobby Riggs                         | Charles Hare Frank Wilde                         | 6:3, 3:6, 6:3, 9:7                               |
| 1938 | Don Budge Gene Mako                              | Henner Henkel Georg von Metaxa                   | 6:4, 3:6, 6:3, 8:6                               |
| 1937 | Don Budge Gene Mako                              | Pat Hughes Raymond Tuckey                        | 6:0, 6:4, 6:8, 6:1                               |
| 1936 | Pat Hughes Raymond Tuckey                        | Charles Hare Frank Wilde                         | 6:4, 3:6, 7:9, 6:1, 6:4                          |
| 1935 | Jack Crawford Adrian Quist                       | Wilmer Allison John Van Ryn                      | 6:3, 5:7, 6:2, 5:7, 7:5                          |
| 1934 | George Lott Lester Stoefen                       | Jean Borotra Jacques Brugnon                     | 6:2, 6:3, 6:4                                    |
| 1933 | Jean Borotra Jacques Brugnon                     | Ryōsuke Nunoi Jirō Satō                          | 4:6, 6:3, 6:3, 7:5                               |
| 1932 | Jean Borotra Jacques Brugnon                     | Pat Hughes Fred Perry                            | 6:0, 4:6, 3:6, 7:5, 7:5                          |
| 1931 | George Lott John Van Ryn                         | Henri Cochet Jacques Brugnon                     | 6:2, 10:8, 9:11, 3:6, 6:3                        |
| 1930 | Wilmer Allison John Van Ryn                      | John Doeg George Lott                            | 6:3, 6:3, 6:2                                    |
| 1929 | Wilmer Allison John Van Ryn                      | Ian Collins Colin Gregory                        | 6:4, 5:7, 6:3, 10:12, 6:4                        |
| 1928 | Jacques Brugnon Henri Cochet                     | Gerald Patterson John Hawkes                     | 13:11, 6:4, 6:4                                  |
| 1927 | Francis Hunter William Tilden                    | Jacques Brugnon Henri Cochet                     | 1:6, 4:6, 8:6, 6:3, 6:4                          |
| 1926 | Henri Cochet Jacques Brugnon                     | Howard Kinsey Vincent Richards                   | 7:5, 4:6, 6:3, 6:2                               |
| 1925 | René Lacoste Jean Borotra                        | John Hennessey Ray Casey                         | 6:4, 11:9, 4:6, 1:6, 6:3                         |
| 1924 | Francis Hunter Vincent Richards                  | Richard N. Williams Watson Washburn              | 6:3, 3:6, 8:10, 8:6, 6:3                         |
| 1923 | Leslie Godfree Randolph Lycett                   | Manuel de Gomar Eduardo Flaquer                  | 6:3, 6:4, 3:6, 6:3                               |
| 1922 | James Anderson Randolph Lycett                   | Gerald Patterson Pat O’Hara Wood                 | 3:6, 7:9, 6:4, 6:3, 11:9                         |
| 1921 | Randolph Lycett Max Woosnam                      | Arthur Lowe Gordon Lowe                          | 6:3, 6:0, 7:5                                    |
| 1920 | Richard N. Williams Chuck Garland                | Algernon Kingscote James Parke                   | 4:6, 6:4, 7:5, 6:2                               |
| 1919 | Ronald Thomas Pat O’Hara Wood                    | Rodney Heath Randolph Lycett                     | 6:4, 6:2, 4:6, 6:2                               |
| 1918 | przerwa wojenna: I wojna światowa                | przerwa wojenna: I wojna światowa                | przerwa wojenna: I wojna światowa                |
| 1917 | przerwa wojenna: I wojna światowa                | przerwa wojenna: I wojna światowa                | przerwa wojenna: I wojna światowa                |
| 1916 | przerwa wojenna: I wojna światowa                | przerwa wojenna: I wojna światowa                | przerwa wojenna: I wojna światowa                |
| 1915 | przerwa wojenna: I wojna światowa                | przerwa wojenna: I wojna światowa                | przerwa wojenna: I wojna światowa                |
| 1914 | Norman Brookes Anthony Wilding                   | Herbert Roper Barrett Charles Dixon              | 6:1, 6:1, 5:7, 8:6                               |
| 1913 | Herbert Roper Barrett Charles Dixon              | Wilhelm Rahe Heinrich Kleinschroth               | 6:2, 6:4, 4:6, 6:2                               |
| 1912 | Herbert Roper Barrett Charles Dixon              | Max Décugis André Gobert                         | 3:6, 6:3, 6:4, 7:5                               |
| 1911 | Max Décugis André Gobert                         | Josiah Ritchie Anthony Wilding                   | 9:7, 5:7, 6:3, 2:6, 6:2                          |
| 1910 | Anthony Wilding Josiah Ritchie                   | Herbert Roper Barrett Arthur Gore                | 6:1, 6:1, 6:2                                    |
| 1909 | Arthur Gore Herbert Roper Barrett                | Stanley Doust Harry Parker                       | 6:2, 6:1, 6:4                                    |
| 1908 | Anthony Wilding Josiah Ritchie                   | Arthur Gore Herbert Roper Barrett                | 6:1, 6:2, 1:6, 9:7                               |
| 1907 | Norman Brookes Anthony Wilding                   | Karl Behr Beals Wright                           | 6:4, 6:4, 6:2                                    |
| 1906 | Sidney Smith Frank Riseley                       | Reginald Doherty Lawrence Doherty                | 6:8, 6:4, 5:7, 6:3, 6:3                          |
| 1905 | Reginald Doherty Lawrence Doherty                | Sidney Smith Frank Riseley                       | 6:2, 6:4, 6:8, 6:3                               |
| 1904 | Reginald Doherty Lawrence Doherty                | Sidney Smith Frank Riseley                       | 6:1, 6:2, 6:4                                    |
| 1903 | Reginald Doherty Lawrence Doherty                | Sidney Smith Frank Riseley                       | 6:4, 6:4, 6:4                                    |
| 1902 | Sidney Smith Frank Riseley                       | Reginald Doherty Lawrence Doherty                | 4:6, 8:6, 6:3, 4:6, 11:9                         |
| 1901 | Reginald Doherty Lawrence Doherty                | Dwight Davis Holcombe Ward                       | 4:6, 6:2, 6:3, 9:7                               |
| 1900 | Reginald Doherty Lawrence Doherty                | Herbert Roper Barrett Harold Nisbet              | 9:7, 7:5, 4:6, 3:6, 6:3                          |
| 1899 | Reginald Doherty Lawrence Doherty                | Harold Nisbet Clarence Hobart                    | 7:5, 6:0, 6:2                                    |
| 1898 | Reginald Doherty Lawrence Doherty                | Harold Nisbet Clarence Hobart                    | 6:4, 6:4, 6:2                                    |
| 1897 | Reginald Doherty Lawrence Doherty                | Wilfred Baddeley Herbert Baddeley                | 6:4, 4:6, 8:6, 6:4                               |
| 1896 | Wilfred Baddeley Herbert Baddeley                | Reginald Doherty Harold Nisbet                   | 1:6, 3:6, 6:4, 6:2, 6:1                          |
| 1895 | Wilfred Baddeley Herbert Baddeley                | Ernest Lewis Herbert Wilberforce                 | 8:6, 5:7, 6:4, 6:3                               |
| 1894 | Wilfred Baddeley Herbert Baddeley                | Harold Barlow Charles Martin                     | 5:7, 7:5, 4:6, 6:3, 8:6                          |
| 1893 | Joshua Pim Frank Stoker                          | Ernest Lewis Harold Barlow                       | 4:6, 6:3, 6:1, 2:6, 6:0                          |
| 1892 | Ernest Lewis Harold Barlow                       | Wilfred Baddeley Herbert Baddeley                | 4:6, 6:2, 8:6, 6:4                               |
| 1891 | Wilfred Baddeley Herbert Baddeley                | Joshua Pim Frank Stoker                          | 6:1, 6:3, 1:6, 6:2                               |
| 1890 | Joshua Pim Frank Stoker                          | Ernest Lewis George Hillyard                     | 6:0, 7:5, 6:4                                    |
| 1889 | William Renshaw Ernest Renshaw                   | Ernest Lewis George Hillyard                     | 6:4, 6:4, 3:6, 0:6, 6:1                          |
| 1888 | William Renshaw Ernest Renshaw                   | Herbert Wilberforce Patrick Bowes-Lyon           | 2:6, 1:6, 6:3, 6:4, 6:3                          |
| 1887 | Herbert Wilberforce Patrick Bowes-Lyon           | James Herbert Crispe E. Barratt-Smith            | 6:3, 6:3, 6:2                                    |
| 1886 | William Renshaw Ernest Renshaw                   | Claude Farrer Arthur Stanley                     | 6:3, 6:3, 4:6, 7:5                               |
| 1885 | William Renshaw Ernest Renshaw                   | Claude Farrer Arthur Stanley                     | 6:3, 6:3, 10:8                                   |
| 1884 | William Renshaw Ernest Renshaw                   | Ernest Lewis Edward Williams                     | 6:3, 6:1, 1:6, 6:4                               |